# 瑪麗·利基
玛丽·利基（英語：Mary Leakey，1913年2月6日—1996年12月9日），本名玛丽·道格拉斯·尼科尔（Mary Douglas Nicol），英国考古学家和人类学家。

## 生平
曾發現第一具原康修爾猿的頭骨化石、以及傍人的頭骨，同夫婿路易斯·利基以研究原始人类著名。
2013年2月6日，Google更改其首頁的Doodle，以紀念玛丽·利基100歲冥誕。